# Bataille de Hsimucheng
Guerre russo-japonaise
Batailles
- Port-Arthur (1re)
- Chemulpo
- Yalou
- Nanshan
- Te-li-Ssu
- Incident du Hitachi Maru
- Col de Motien
- Tashihchiao
- Port-Arthur (2e)
- Hsimucheng
- Mer Jaune
- Ulsan
- Korsakov
- Liaoyang
- Cha-Ho
- Sandepu
- Mukden
- Tsushima
- Invasion de Sakhaline

La bataille de Hsimucheng (析木城の戦い, Sekijō no tatakai) est un petit affrontement terrestre de la guerre russo-japonaise qui eut lieu le 31 juillet 1904 près de la ville de Hsimucheng, un hameau situé à 20 km au sud-est de la ville stratégique de Haicheng.

## Contexte
Les 5e et 10e divisions japonaises de la 4e armée du général Nozu Michitsura, ainsi qu'un détachement de la 2e armée, avancent vers le nord en direction de Liaoyang. Elles rencontrent la résistance du 2e corps d'armée de Sibérie du lieutenant-général Mikhaïl Zassoulitch (en), soutenu par des unités de cavalerie du lieutenant-général Pavel Mishchenko.

## Prélude
Après la défaite à la bataille de Tashihchiao, le 2e corps de Sibérie du général Zassoulitch se replie sur le village de Hsimungcheng. Celui-ci dispose d'un total de 33 bataillons et de 80 pièces d'artillerie, mais est placé dans une position exposée sur un terrain montagneux.
Les deux camps s'entrechoquent à 2h00 le 31 juillet 1904 et la 10e division japonaise, ainsi qu'une brigade de réserve, lance un assaut frontal direct sur les positions russes, tandis que la 5e division japonaise avance sur le flanc gauche pour menacer la ligne de retraite russe.

## La Bataille
Les forces russes tiennent courageusement contre des forces supérieures toute la journée et jusqu'à la nuit. La 5e division japonaise rejoint un détachement de la 3e division de la 2e armée du général Oku Yasukata pour l'assister, et les Japonais sont en état d'encercler la position russe. À 23h00, le 31 juillet 1904, le général Zassoulitch donne l'ordre de se replier sur Haicheng, et les forces japonaises peuvent maintenant continuer leur avancée vers Liaoyang.

## Pertes
La bataille de Hsimucheng coûte aux Russes 1 217 morts, tandis que les Japonais perdent 836 hommes.